# Troglohyphantes dominici
Troglohyphantes dominici là một loài nhện trong họ Linyphiidae.
Loài này thuộc chi Troglohyphantes. Troglohyphantes dominici được miêu tả năm 1988 bởi Pesarini.